# Plantago rapensis
Plantago rapensis är en grobladsväxtart som beskrevs av Forest Brown. Plantago rapensis ingår i släktet kämpar, och familjen grobladsväxter. Inga underarter finns listade i Catalogue of Life.